# IC 2308
IC 2308 је спирална галаксија у сазвјежђу Рак која се налази на листи објеката дубоког неба у Индекс каталогу.
Деклинација објекта је + 19° 21' 42" а ректасцензија 8h 20m 45,3s. Привидна величина (магнитуда) објекта IC 2308 износи 14,9 а фотографска магнитуда 15,6. IC 2308 је још познат и под ознакама UGC 4355, MCG 3-22-1, CGCG 89-6, ARAK 160, IRAS 08178+1931, PGC 23415.